# Sitiveni Cavuilagi
Sitiveni Cavuilagi (Fiyi, 26 de julio de 1994) es un futbolista de Fiyi que juega en la posición de centrocampista con el Lautoka FC de la Liga Nacional de Fútbol de Fiyi.

## Carrera

### Club
| Periodo   | Club       |
| --------- | ---------- |
| 2013-2019 | Ba FC      |
| 2020-     | Lautoka FC |

### Selección nacional
Debutó para Fiyi el 28 de mayo de 2017 en la victoria por 1-0 sobre Islas Salomón en un partido amistoso en Suva; y anotó su primer gol internacional el 27 de junio de 2024 en la derrota por 1-2 ante Vanuatu en Port Vila por las semifinales de la Copa de las Naciones de la OFC 2024.

## Logros
- Liga Nacional de Fútbol de Fiyi (5): 2013, 2016, 2019, 2021, 2023
- Campeonato de Fútbol Interdistrital de Fiyi (2): 2013, 2015
- Batalla de los Gigantes (3): 2013, 2018, 2024
- Copa de Fiyi (2): 2023, 2024
- Supercopa de Fiyi (3): 2014, 2018, 2024